# Régime de change chinois
Le régime de change de la république populaire de Chine, fixé par les autorités monétaires nationales, détermine en grande partie le taux de change de la monnaie chinoise, le yuan.
Depuis 2005, le cours du yuan est arrimé sur un panier de devises, dont l’euro et le dollar font partie.

## Historique
- 1955 : la Chine a un régime de change fixe, dont le taux de change fut bloqué pendant 17 ans.
- 1972 : après la fin du système de Bretton Woods et le flottement général des principales monnaies, La Chine décide de passer à un ancrage composite (PEG composite), c’est-à-dire dans lequel le Renminbi est attaché à un panier de 13 devises occidentales.
- 1975 : le panier de devises n'est plus composé que de 50 % de dollar et 50 % de mark.
- 1979 : avec les réformes économiques, la chine introduit l'IRTS (Taux interne de règlements commerciaux) qui est un autre taux existant en parallèle au taux officiel. Ce taux inférieur (coté au certain) au taux officiel jouait comme une dévaluation.
- 1981 : de fréquentes dévaluations ont lieu dans le but d'éliminer la surévaluation héritée de la période précédente. Ainsi le taux officiel rejoint l'IRTS vers la fin de 1984 qui rendit ce dernier inutile.
- 1985 : le taux officiel se déprécie souvent mais par petit coups (crawling peg). Cette expérience ne dure qu'un an.
- 1986 : La Chine revient sur un ancrage avec quelques rares mais importantes dévaluations. Mais la principale réforme est la limitation des entreprises à détenir des devises. Elles ont obligation à échanger leurs devises contre des yuans. Les autorités créent alors des droits de rétention des devises. Les entreprises exportatrices qui obtiennent ces droits grâce à leurs rentrées de devises peuvent les utiliser pour leurs importations ou les revendre à d'autres entreprises importatrices. Il s'établit alors un marché du "SWAP de rétentions de devises" (rien à voir avec marché de SWAP actuel) avec un taux interne différent du taux de change officiel. Ce manque d’unification créa des tensions et des inégalités de développement entre les régions qui finalement conduiront à une surchauffe de l’économie en 1993.Le gouvernement sera obligé de réformer le régime de change.
- 1994 : la grande réforme unifie les taux de change multiples, abolit le système de rétention de devises, met en place un nouveau régime de change flottant contrôlé avec une étroite bande associée à un nouveau système commercial (China Foreign Exchange Trade System). La bande de variation se réduit très fortement après la crise asiatique et le yuan est en réalité strictement ancré sur le dollar.

En juillet 2005, le régime chinois fait passer l’ancrage du yuan sur un panier de devises composé de dollars, d’euros, de yen, et de won[précision nécessaire], avec une légère réévaluation du yuan de 2,5 %. Ce sont toujours les autorités qui définissent le taux de change officiel, ce qui laisse toujours une interrogation sur la composition du panier de devises.

## Situation contemporaine
Lors de son entrée dans l'OMC le 11 novembre 2001, la Chine a indexé sa monnaie sur le Dollar : ceci a empêché toute manipulation du cours du Yuan au grand dam des États-Unis.
À partir de juillet 2005, le régime chinois abandonne la politique de change fixe initiée en 1994. Les échanges interbancaires des devises s’effectuent avec une marge de 0,3 % autour d’un cours pivot défini par la Banque populaire de Chine. Celle-ci reprend systématiquement depuis 2006, le cours des échanges de la veille pour fixer le cours pivot du jour, ce qui se traduit pratiquement par un taux de change flottant du yuan par rapport aux autres devises. 
Cependant la banque centrale chinoise reste libre de sa politique et peut ainsi décider du jour au lendemain de revenir à un système de change fixe.
Depuis la mise en place de cette nouvelle politique, le Yuan s'est réévalué progressivement par rapport au dollar. Celui-ci est passé de 8.07 yuans pour 1 US $ au début 2006 à 6.47 yuans au 5 juillet 2011, soit une réévaluation de 24,5 % en 5 ans.
Peu avant le G20 de Toronto de 2010, le yuan avait été réévalué de 1,5 % par rapport au dollar sur décision politique.

## Sources